# Humboldtscharbe
Die Humboldtscharbe (Nannopterum brasilianum, Syn.: Nannopterum brasilianus, Phalacrocorax brasilianus) auch Olivenscharbe ist eine Vogelart aus der Familie der Kormorane. Die hauptsächlich braun oder schwarz gefärbte Art besiedelt den amerikanischen Kontinent von den südlichen USA bis Feuerland, brütet in Kolonien und ernährt sich vorwiegend von Fischen und Amphibien. Die IUCN führt die Art als „nicht gefährdet“ (least concern).

## Aussehen
Humboldtscharben erreichen eine Kopf-Rumpf-Länge von 58 bis 73 Zentimetern und eine Flügelspannweite von maximal 101 Zentimetern. Das Gewicht beträgt maximal 1814 Gramm.
Adulte Vögel sind am ganzen Körper dunkelbraun bis schwarz befiedert, die Beine sind schwarz gefärbt. Der Schnabel weist eine graue Färbung auf, die am Schnabelansatz in ein kräftiges Gelb übergeht. Bei Brutvögeln sind die Federn rund um den Schnabelansatz weiß gefärbt, einige Populationen zeigen zudem einen waagerechten weißen Strich auf den Kopfseiten. Nach der Brut werden diese Federn jedoch gemausert, die Vögel sind dann auch am Kopf einfarbig dunkelbraun oder schwarz befiedert. Die Iris hat eine leuchtend grüne Färbung. Ein Geschlechtsdimorphismus besteht nicht. Individuen der südamerikanischen Unterart N. b. brasilianus sind durchschnittlich etwas kleiner als Tiere aus dem nördlichen Teil des Verbreitungsgebiets.
Jungvögel sind heller braun gefärbt als adulte Vögel, an Bauch, Brust und Kehle können sie eine fast weiße Färbung aufweisen.

## Verbreitung und Lebensraum

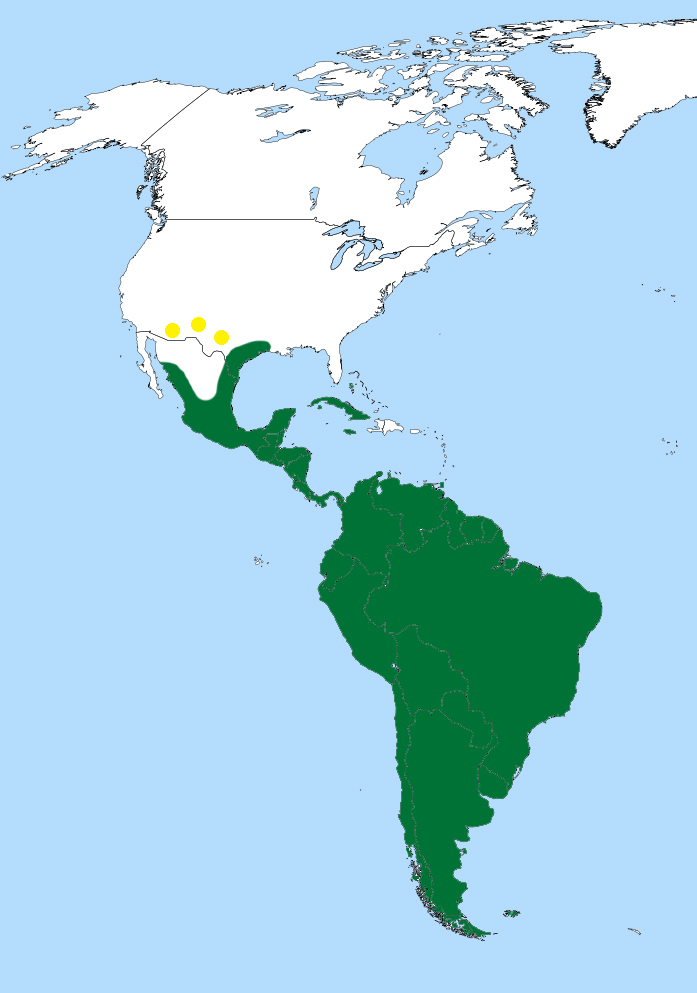
Verbreitung der Humboldtscharbe:
Dauerhaft: grün
Sporadisches Auftreten: gelb

Humboldtscharben besiedeln das gesamte Südamerika, Zentralamerika, Kuba sowie die Küsten Mexikos bis in die südlichen USA. Weiter nördlich treten sie nur sporadisch auf.
Als Lebensraum werden sowohl Feuchtgebiete im Binnenland besiedelt als auch die Küste. Bevorzugt werden flache Gewässer, da die Art hier die besseren Bedingungen für die Nahrungssuche vorfindet. Inseln auf dem offenen Meer werden nicht besiedelt. Die Vögel entfernen sich nur selten mehr als einige hundert Meter von der Küste. Im Binnenland werden vor allem langsam fließende Fließgewässer und Seen in tieferen Lagen besiedelt, in den Anden kommt die Art jedoch auch bis in Höhen von 4000 Metern vor.

## Ernährung und Lebensweise
Den Hauptteil der Nahrung stellen kleine Fische, die meist eine Länge von 5 bis 10 Zentimetern nicht überschreiten. Weitere Bestandteile der Nahrung sind Krebse, Amphibien und wasserlebende Wirbellose. Wie alle Kormorane fängt die Art ihre Beute bevorzugt tauchend, indem sie sie unter Wasser schwimmend verfolgt und fängt. Als einzige Art der Kormorane setzt die Humboldtscharbe an den Küsten auch Stoßtauchen ein, um Fische zu erbeuten. Die Jagd wird häufig in Gruppen ausgeführt, wobei mehrere Individuen in einer Reihe auf dem Wasser schwimmen und so die Beutefische vor sich her in Richtung Ufer treiben, wo sie leichter erbeutet werden können.
Da das Gefieder der Humboldtscharbe Wasser aufnimmt, muss es nach einem Tauchgang getrocknet werden. Wie die meisten Kormorane breiten Humboldtscharben dazu ihre Flügel aus und lassen das Gefieder durch die Sonne oder Wind trocknen.

## Fortpflanzung
Die Brutzeit ist abhängig von der Regenzeit und variiert je nach geographischer Lage. In den Tropen lebende Humboldtscharben können ganzjährig brüten, während die Vögel im nördlichen und südlichen Verbreitungsgebiet mit Beginn der Regenzeit im Frühsommer mit der Brut beginnen.
Die Art brütet in Kolonien von bis zu mehreren tausend Brutpaaren. Bevorzugte Nistplätze sind Klippen und steile Felsabhänge, wo diese nicht verfügbar sind, werden die Nester in Bäume gebaut. Das Nest wird aus Stöcken errichtet und mit Gras, Algen und Federn ausgepolstert.
Es werden in der Regel 3 bis 4 Eier gelegt, aus denen nach einer durchschnittlichen Brutdauer von 30 Tagen nackte Küken schlüpfen. Diesen wachsen nach einigen Tagen schwarze Daunen. Im Durchschnitt werden, abhängig vom Nahrungsangebot, 1,7 Jungvögel einer Brut flügge.

## Wanderungen
In weiten Teilen des Verbreitungsgebiets ist die Art ein Standvogel, es kommt lediglich zu Dismigration vor allem von Jungvögeln über kürzere Strecken. Die Population der Anden zieht im Winter über kurze Strecken in tiefere Gebiete. Gelegentlich tauchen wenige Tiere auch in den zentralen USA auf.

## Geografische Variation
Wie bei allen Kormoranen ist die genaue systematische Stellung der Art und die Anzahl ihrer Unterarten umstritten. Meist werden jedoch zwei Unterarten anerkannt.
- Nannopterum brasilianum mexicanum (Brandt, JF, 1837)[2] – Südliche USA, nordwestliches Mexiko, Zentralamerika, Bahamas und Kuba
- Nannopterum brasilianum brasilianum (Gmelin, JF, 1789)[3] – Panama bis südliches Südamerika

## Systematik
Bereits 1658 wurde die Humboldtscharbe von dem niederländischen Forschungsreisenden Willem Piso auf einer Expedition in das nordöstliche Brasilien entdeckt und dokumentiert und 1789 auf dieser Grundlage von Johann Friedrich Gmelin als Procellaria brasiliana erstbeschrieben. 1805 beschrieb Alexander von Humboldt die Art erneut als Pelecanus olivaceus. Die Erstbeschreibung Gmelins galt bei vielen Autoren als umstritten. Heute wird ihr aber aufgrund genauerer Untersuchungen der von Piso angefertigten Aufzeichnungen von vielen Autoren Priorität eingeräumt. Hydrocorax vigua Vieillot, 1817, der auf dem Trivialnamen Zaramagullone del negro basiert, und Nannopterum olivaceus hornensis Murphy, 1936 werden heute als Synonyme zur Nominatform betrachtet. Phalacrocorax olivaceus chancho van Rossem & Hachisuka, 1939 steht als Synonym für N. b. mexicanum. Alfred Laubmann hatte für sein Werk Die Vögel von Paraguay vier Bälge, gesammelt Eugen Josef Robert Schuhmacher (1906–1973) während der „Gran-Chaco-Expedition“, zur Verfügung. Er sah die Art als eine der häufigsten am Río Paraguay. Die Bälge waren bei Puerto Casado im Gran Chaco gesammelt worden.

## Etymologie
1880 führte Richard Bowdler Sharpe die für die Wissenschaft neue Gattung Nannopterum ein. Dieser Begriff ist ein Wortgebilde aus altgriechisch ναννος nannos, deutsch ‚Zwerg‘ und altgriechisch πτερον pteron, deutsch ‚Flügel‘. Der Artname brasilianum bezieht sich auf Brasilien. Mit mexicanum ist das Verbreitungsgebiet Mexiko gemeint. Vigua stammt aus der Guaraní-Sprache von Mbiguá und bedeutet Grossfuß.  Olivaceus hat seinen Ursprung in lateinisch olivaceus,  oliva ‚olivegrün, olivfarben, olive‘. Hornensis bezieht sich auf das Kap Hoorn. Schließlich hat chancho seinen Ursprung in dem lateinamerikanischen Namen Corvejón chancho für die Art, was übersetzt Schweinekommorant heißt.

## Gefährdung und Schutz
Die IUCN führt die Art als „nicht gefährdet“ (“least concern”), da sie in weiten Teilen ihres Verbreitungsgebiets in großer Zahl vorkommt. Lokal werden Populationen bejagt – vor allem in Südamerika, wo Fischer sie als Konkurrenten sehen. Es wird davon ausgegangen, dass die Population in den südlichen USA anwächst, da in den letzten Jahren vermehrt Tiere in bisher nicht dauerhaft besiedelten Gebieten gesichtet wurden.